# Skala betów
Skala betów – rosnący ciągły ciąg liczb kardynalnych indeksowany wszystkimi liczbami porządkowymi, w którym każdy kolejny wyraz jest mocą zbioru wszystkich podzbiorów wyrazu poprzedniego.

## Określenie
Dla każdej liczby kardynalnej {\displaystyle \kappa ,} symbol {\displaystyle 2^{\kappa }} oznacza moc rodziny wszystkich podzbiorów {\displaystyle \kappa .}
- Przez indukcję po wszystkich liczbach porządkowych {\displaystyle \alpha \in \mathbf {ON} } definiuje się ciąg {\displaystyle \langle \beth _{\alpha }\colon \,\alpha \in \mathbf {ON} \rangle } (jest to klasa właściwa – zob. paradoks Buralego-Fortiego):

(i) {\displaystyle \beth _{0}=\aleph _{0}} jest pierwszą nieskończoną liczbą porządkową,
(ii) {\displaystyle \beth _{\alpha +1}=2^{\beth _{\alpha }},}
(iii) jeśli {\displaystyle \gamma } jest liczbą graniczną, to
{\displaystyle \beth _{\gamma }=\lim \limits _{\alpha <\gamma }\beth _{\alpha }=\bigcup \limits _{\alpha <\gamma }\beth _{\alpha }.}
Ciąg {\displaystyle \langle \beth _{\alpha }\colon \,\alpha \in \mathbf {ON} \rangle } jest nazywany skalą betów lub hierarchią betów.
Konstrukcję tę można uogólnić. Niech {\displaystyle \kappa } będzie liczbą kardynalną.
- Przez indukcję po liczbach porządkowych {\displaystyle \alpha \in \mathbf {ON} } zdefiniować można ciąg {\displaystyle \langle \beth _{\alpha }(\kappa )\colon \,\alpha \in \mathbf {ON} \rangle {:}}

(a) {\displaystyle \beth _{0}(\kappa )=\kappa ,}
(b) {\displaystyle \beth _{\alpha +1}(\kappa )=2^{\beth _{\alpha }(\kappa )},}
(c) jeśli {\displaystyle \gamma } jest liczbą graniczną, to
{\displaystyle \beth _{\gamma }(\kappa )=\lim \limits _{\alpha <\gamma }\beth _{\alpha }(\kappa )=\bigcup \limits _{\alpha <\gamma }\beth _{\alpha }(\kappa ).}

## Własności i przykłady
- {\displaystyle \beth _{\alpha }=\beth _{\alpha }(\aleph _{0})} dla każdego {\displaystyle \alpha .}
- Przyjmując aksjomatykę Zermela-Fraenkla, hipoteza continuum (CH) to zdanie stwierdzające, że {\displaystyle \beth _{1}=\aleph _{1},} a uogólniona hipoteza continuum (GCH) mówi, że {\displaystyle (\forall \alpha \in \mathbf {ON} )(\beth _{\alpha }=\aleph _{\alpha }).}
- {\displaystyle \beth _{1}} jest mocą zbioru wszystkich podzbiorów zbioru liczb naturalnych, a więc także jest mocą zbioru {\displaystyle \mathbb {R} } wszystkich liczb rzeczywistych.
- {\displaystyle \beth _{2}} jest mocą zbioru wszystkich podzbiorów zbioru {\displaystyle \mathbb {R} ,} a więc także mocą zbioru wszystkich funkcji z {\displaystyle \mathbb {R} } w {\displaystyle \mathbb {R} .}
- Istnieją liczby porządkowe {\displaystyle \alpha } takie, że {\displaystyle \alpha =\beth _{\alpha }} (są to tzw. punkty stałe skali betów). Jeśli {\displaystyle \kappa } jest liczbą silnie nieosiągalną, to {\displaystyle \beth _{\kappa }=\kappa ,} ale punkty stałe skali betów można spotkać dużo wcześniej. Pierwszą taką liczbą jest granica (kres górny) ciągu {\displaystyle \beth _{0},\beth _{\beth _{0}},\beth _{\beth _{\beth _{0}}},\dots }
- {\displaystyle \beth _{\omega }} ma tę szczególną własność, że jest pierwszą nieprzeliczalną silnie graniczną liczbą kardynalną: dla każdej liczby kardynalnej {\displaystyle \kappa <\beth _{\omega }} mamy również {\displaystyle 2^{\kappa }<\beth _{\omega }.}